# Polygonum borgoicum
Polygonum borgoicum är en slideväxtart som beskrevs av N.N. Tupitsyna. Polygonum borgoicum ingår i släktet trampörter, och familjen slideväxter. Inga underarter finns listade i Catalogue of Life.